# Giuliano Nostini
Giuliano Nostini (Roma, 3 ottobre 1912 – Bressanone, 16 agosto 1983) è stato uno schermidore italiano, specializzato nel fioretto. Ha vinto una medaglia d'argento nella scherma ai Giochi olimpici di Londra 1948..
Era il fratello di Renzo Nostini.

## Palmarès
In carriera ha ottenuto i seguenti risultati:

### Giochi olimpici
Individuale
A squadre
- Argento nel fioretto a Londra 1948[1]

### Mondiali
Individuale
- Bronzo nel fioretto a Il Cairo 1949

A squadre
- Oro nel fioretto a Budapest 1933
- Oro nel fioretto a Varsavia 1934
- Oro nel fioretto a Losanna 1935
- Oro nel fioretto a Parigi 1937
- Oro nel fioretto a Pieštany 1938
- Oro nel fioretto a Il Cairo 1949
- Argento nel fioretto a Lisbona 1947

### Campionati italiani
Individuale
- Oro nel fioretto nel 1947
- Oro nel fioretto nel 1949

A squadre